# 영 드로

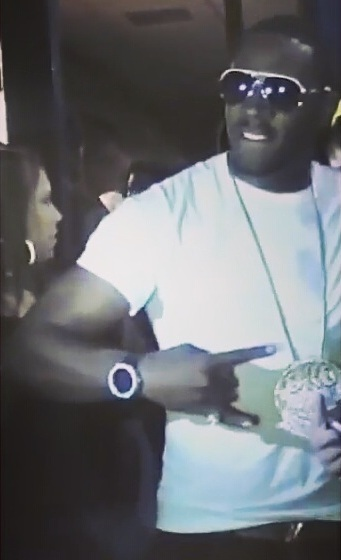
2012년

영 드로(Young Dro, 본명:D'Juan Hart, 1979년 1월 15일~ )는 미국의 랩가수이다.2006년 그랜드 허슬 레코드에 픽업됐으며, 2001년부터 2006년까지 예명인 Dro로 활동했다.

## 앨범
- 2001 : I Got That Dro ('Dro'라는 이름으로 활동했을 때)
- 2006 : Best Thang Smokin'
- 2009 : P.O.L.O. (Players Only Live Once)